# Палаццо Эриццо
Палаццо Эриццо (итал. Palazzo Erizzo) или Палаццо Эриццо а Сан Мартино (итал. Palazzo Erizzo a San Martino) — дворец в Венеции, расположенный в районе Кастелло напротив церкви Сан Мартино (San Martino). Построен в XVII веке по заказу знатной венецианской семьи Эриццо.

## История
Нынешнее здание представляет собой реконструкцию ранее существовавшего дворца, также принадлежавшего семейству Эриццо. Это событие связано с избранием члена семьи Франческо Эриццо дожем Венеции в 1631 году.